# نیکون ای‌اف-اس دی‌ایکس زوم-نیکور ۱۲–۲۴میلی‌متر اف/۴جی آی‌اف-ئی‌دی
نیکون ای‌اف-اس دی‌ایکس زوم-نیکور ۱۲-۲۴میلی‌متر اف/۴جی آی‌اف-ئی‌دی (به انگلیسی: Nikon AF-S DX Zoom-Nikkor 12-24mm f/4G IF-ED) نام لنز دوربین عکاسی از نوع واید ثابت است که توسط شرکت نیکون تولید می‌شود. فاصلهٔ کانونی این لنز ۱۲ تا ۲۴ میلی‌متر، دیافراگم آن دارای ۷ تیغه و ضریب اف آن اف ۴ تا اف ۲۲ است. این لنز در نوامبر ۲۰۰۷ میلادی تولید و عرضه شده‌است.